# Gennaro Sardo
Gennaro Sardo (Pozzuoli, 8 maggio 1979) è un dirigente sportivo ed ex calciatore italiano, di ruolo difensore.

## Caratteristiche tecniche
Giocatore fisicamente imponente, giocava come terzino destro, con attitudini offensive.

## Carriera

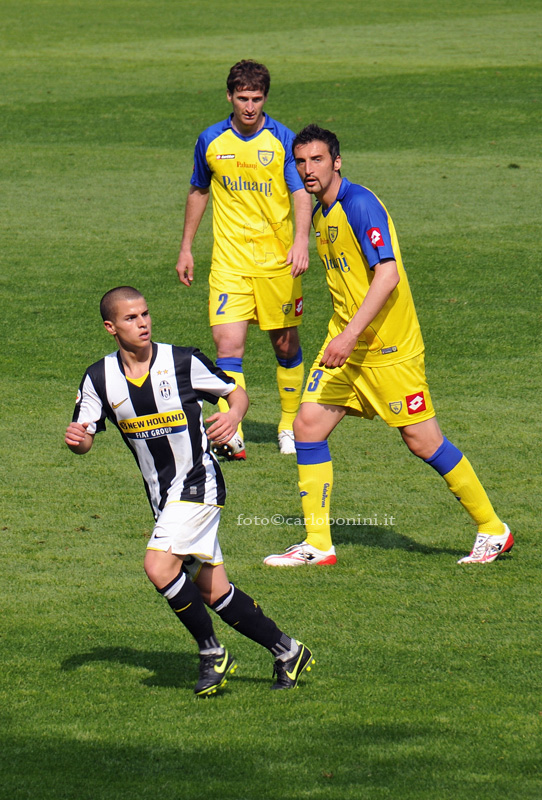
Sardo (al centro) al Chievo nel 2009, in azione sul campo della.

Dopo aver indossato le maglie di Giugliano, Palmese e Sant'Anastasia (in Serie C2 e Serie D), viene ingaggiato dal Savoia, ma il trasferimento non si concretizza per i problemi economici della società campana; passa quindi al Terzigno, dove gioca una stagione in Serie D. Nel 2002 viene ingaggiato dalla Salernitana di Zdeněk Zeman, insieme a diversi altri giocatori delle serie minori: esordisce in Serie B collezionando 17 presenze, ma a fine stagione la squadra retrocede.
Sardo segue Zeman all'Avellino, dove trova posto da difensore fisso anche se il campionato si risolve in un'ennesima retrocessione.
Del 2004 è il primo trasferimento fuori dai confini regionali, al Piacenza.
In Emilia disputa due campionati, prima in alternanza a Filippo Cristante e poi come titolare fisso nel ruolo di terzino destro.
Acquistato in comproprietà dal Catania per la stagione 2006-07, con cui esordisce in serie A il 10 settembre 2006 contro il Cagliari, è riscattato alle buste nella stagione successiva, e nella stagione 2007-08 segna anche il suo primo gol in serie A contro il Livorno il 7 ottobre successivo.
Rimane in Sicilia fino a gennaio 2009.
Nel gennaio 2009 passa in prestito al Chievo fino alla fine del campionato 2008-2009. A fine stagione rientra a Catania, dove gioca la prima giornata del campionato 2009-2010 prima di ritornare ancora in prestito al Chievo. Mette a segno tre reti, alla Fiorentina (sia all'andata che al ritorno) e alla Juventus, in tre gare poi vinte dalla formazione clivense, e si alterna sulla fascia destra a Nicholas Frey.
Il 28 giugno 2010 il Chievo lo riscatta dal Catania in cambio di Giovanni Marchese. L'anno successivo realizza due reti in campionato, in casa contro il Napoli e l'altro a Torino contro la Juventus, che regala la salvezza aritmetica al Chievo. Il 27 maggio 2011, dopo aver disputato una stagione da titolare, prolunga il contratto con i clivensi fino al 30 giugno 2013, poi ulteriormente prolungato nel giugno 2014 ancora per un altro anno. Il 24 settembre contro la Sampdoria indossa la fascia di capitano. Conclude la sua settima stagione con la maglia gialloblu con sole 9 presenze.
Il 5 giugno 2015 rinnova fino al 2016 con il club veronese. Il 20 aprile 2016, all'età di quasi 37 anni, torna al gol nella vittoria per 5-1 contro il Frosinone dopo più di due anni, dedicando il gol a sua moglie Daniela D'Oriano e a sua figlia Aurora. Il 7 giugno seguente prolunga per un'altra stagione, la nona, con la squadra gialloblu.
Nel giugno 2017 abbandona definitivamente il calcio giocato, diventando club manager del Chievo al fianco di Marco Pacione.

## Statistiche

### Presenze e reti nei club
| Stagione              | Squadra               | Campionato            | Campionato | Campionato | Coppe nazionali | Coppe nazionali | Coppe nazionali | Coppe continentali | Coppe continentali | Coppe continentali | Altre coppe | Altre coppe | Altre coppe | Totale | Totale |
| Stagione              | Squadra               | Comp                  | Pres       | Reti       | Comp            | Pres            | Reti            | Comp               | Pres               | Reti               | Comp        | Pres        | Reti        | Pres   | Reti   |
| --------------------- | --------------------- | --------------------- | ---------- | ---------- | --------------- | --------------- | --------------- | ------------------ | ------------------ | ------------------ | ----------- | ----------- | ----------- | ------ | ------ |
| gen.-giu. 1998        | Giugliano             | CND                   | 16         | 0          | -               | -               | -               | -                  | -                  | -                  | -           | -           | -           | 16     | 0      |
| 1998-1999             | Palmese               | CND                   | 25         | 3          | -               | -               | -               | -                  | -                  | -                  | -           | -           | -           | 25     | 3      |
| 1999-2000             | Sant'Anastasia        | C2                    | 23         | 2          | CI-C            | 0               | 0               | -                  | -                  | -                  | -           | -           | -           | 23     | 2      |
| 2000-2001             | Sant'Anastasia        | C2                    | 7          | 1          | CI-C            | 0               | 0               | -                  | -                  | -                  | -           | -           | -           | 7      | 1      |
| Totale Sant'Anastasia | Totale Sant'Anastasia | Totale Sant'Anastasia | 30         | 3          |                 | 0               | 0               |                    | -                  | -                  |             | -           | -           | 30     | 3      |
| 2001-2002             | Terzigno              | D                     | 26         | 3          | -               | -               | -               | -                  | -                  | -                  | -           | -           | -           | 26     | 3      |
| 2002-2003             | Salernitana           | B                     | 17         | 0          | CI              | 3               | 0               | -                  | -                  | -                  | -           | -           | -           | 20     | 0      |
| 2003-2004             | Avellino              | B                     | 41         | 1          | CI              | 0               | 0               | -                  | -                  | -                  | -           | -           | -           | 41     | 1      |
| 2004-2005             | Piacenza              | B                     | 33         | 1          | CI              | 2               | 1               | -                  | -                  | -                  | -           | -           | -           | 35     | 2      |
| 2005-2006             | Piacenza              | B                     | 31         | 1          | CI              | 3               | 0               | -                  | -                  | -                  | -           | -           | -           | 34     | 1      |
| Totale Piacenza       | Totale Piacenza       | Totale Piacenza       | 64         | 2          |                 | 5               | 1               |                    | -                  | -                  |             | -           | -           | 69     | 3      |
| 2006-2007             | Catania               | A                     | 17         | 0          | CI              | 1               | 0               | -                  | -                  | -                  | -           | -           | -           | 18     | 0      |
| 2007-2008             | Catania               | A                     | 22         | 1          | CI              | 3               | 0               | -                  | -                  | -                  | -           | -           | -           | 25     | 1      |
| 2008-gen. 2009        | Catania               | A                     | 14         | 0          | CI              | 2               | 0               | -                  | -                  | -                  | -           | -           | -           | 16     | 0      |
| gen.-giu. 2009        | Chievo                | A                     | 7          | 0          | CI              | -               | -               | -                  | -                  | -                  | -           | -           | -           | 7      | 0      |
| ago. 2009             | Catania               | A                     | 1          | 0          | CI              | 1               | 0               | -                  | -                  | -                  | -           | -           | -           | 2      | 0      |
| Totale Catania        | Totale Catania        | Totale Catania        | 54         | 1          |                 | 7               | 0               |                    | -                  | -                  |             | -           | -           | 61     | 1      |
| ago. 2009-2010        | Chievo                | A                     | 22         | 3          | CI              | 2               | 0               | -                  | -                  | -                  | -           | -           | -           | 24     | 3      |
| 2010-2011             | Chievo                | A                     | 27         | 2          | CI              | 3               | 0               | -                  | -                  | -                  | -           | -           | -           | 30     | 2      |
| 2011-2012             | Chievo                | A                     | 21         | 1          | CI              | 2               | 0               | -                  | -                  | -                  | -           | -           | -           | 23     | 1      |
| 2012-2013             | Chievo                | A                     | 23         | 0          | CI              | 2               | 0               | -                  | -                  | -                  | -           | -           | -           | 25     | 0      |
| 2013-2014             | Chievo                | A                     | 30         | 1          | CI              | 3               | 0               | -                  | -                  | -                  | -           | -           | -           | 33     | 1      |
| 2014-2015             | Chievo                | A                     | 9          | 0          | CI              | 0               | 0               | -                  | -                  | -                  | -           | -           | -           | 9      | 0      |
| 2015-2016             | Chievo                | A                     | 6          | 1          | CI              | 0               | 0               | -                  | -                  | -                  | -           | -           | -           | 6      | 1      |
| 2016-2017             | Chievo                | A                     | 1          | 0          | CI              | 0               | 0               | -                  | -                  | -                  | -           | -           | -           | 1      | 0      |
| Totale Chievo         | Totale Chievo         | Totale Chievo         | 146        | 8          |                 | 12              | 0               |                    | -                  | -                  |             | -           | -           | 158    | 8      |
| Totale carriera       | Totale carriera       | Totale carriera       | 451        | 20         |                 | 27              | 1               |                    | -                  | -                  |             | -           | -           | 478    | 21     |

## Palmarès
- Scudetto Dilettanti: 1

Giugliano: 1997-1998